# Близько вороги (фільм, 2013)
«Близькі вороги» (англ. Enemies Closer) —  гостросюжетний  бойовик  Пітера Хайамс за сценарієм Еріка і Джеймса Бромберга. Третій режисерський проект Хайамс за участю  Жана-Клода Ван Дамма, які раніше працювали разом над фільмами «Патруль часу» і «Раптова смерть». Зйомки проходили в 2012 у з 11 червня по 7 липня. Вихід у відеопрокат відбувся 4 грудня  2013, кінотеатральний реліз на території  США — 24 січня  2014.
Акторська гра Ван Дамма, який виконав роль центрального  антагоніста, отримала вкрай високі оцінки світових критиків.

## Сюжет
Двом заклятим ворогам, які зіткнулися в лісі на американо-канадської кордоні, доводиться об'єднатися в боротьбі проти наркокур'єрів, які бажають за всяку ціну повернути свій втрачений вантаж.

## У ролях
- Жан-Клод Ван Дам — Ксандер
- Том Еверетт Скотт — Генрі Тейлор
- Орландо Джонс — Клей
- Лінзі Коккер — Кайла
- Захарі Бахаров — Саул
- Крістофер Ван Варенберг — Франсуа